# Внеочередной конгресс ФИФА (2016)
Внеочередной конгресс FIFA прошёл 26 февраля 2016 года в швейцарском Цюрихе на стадионе Халленштадион. В результате конгресса был принят пакет реформ о преобразовании ФИФА, а также избран новый президент этой организации после того, как Йозеф Блаттер покинул свой пост под влиянием коррупционного скандала.
Девятым президентом ФИФА был избран Джанни Инфантино.

## Пакет реформ
Пакет реформ ФИФА был принят в первой части конгресса. За его принятие проголосовали 179 ассоциаций из 207. Реформы предполагают роспуск Исполнительного комитета ФИФА, который будет заменён более широким Советом ФИФА, избранного национальными конфедерациями.
Также ограничивается максимально допустимое количество сроков, которое могут занимать ведущие функционеры ФИФА, включая и президента этой организации.

## Выборы главы ФИФА
Выборы нового президента ФИФА состоялись во второй половине конгресса. Для избрания кандидату необходимо было набрать 2/3 голосов (в первом туре) или же простое большинство (105 голосов) во втором туре, куда проходили двое лидеров голосования.

### Кандидаты
Претенденты на президентский пост должны были зарегистрироваться в качестве кандидатов до 27 октября 2015 года. Каждого из кандидатов должны были поддержать как минимум пять национальных федераций.
9 ноября 2015 года избирательный комитет ФИФА объявил следующих функционеров официальными кандидатами:
- / Джанни Инфантино — генеральный секретарь УЕФА. Заявил о своём участии 26 октября;[4]
- Шейх Салман бин Ибрагим Аль-Халифа — президент Азиатской футбольной конфедерации. Заявил об участии 15 октября;[5]
- Принц Али бин аль-Хусейн — вице-президент ФИФА. Участник выборов 2015 года, где проиграл Блаттеру. Заявил об участии 15 сентября;[6]
- Жером Шампань — бывший функционер ФИФА (1999—2010). Объявил об участии 23 октября;[7]
- Токио Сексвале — бывший член правительства ЮАР. Объявил об участии 25 октября.[8]

### Выбывшие кандидаты
- Мишель Платини — президент УЕФА. Объявил об участии 29 июля[9]. 8 ноября членство в ФИФА приостановлено;[10]
- Муса Билити — президент футбольной ассоциации Либерии. В ноябре 2015 года не смог пройти проверку;[11]
- Дэвид Нахид — бывший игрок национальной сборной. Не получил поддержку 5 федераций.[12]

### Несостоявшиеся кандидаты
- Зепп Блаттер — действующий президент ФИФА. 8 ноября членство в ФИФА приостановлено;[10]
- Чон Монджун — корейский бизнесмен. 8 ноября отстранен от футбола на шесть лет;[13]
- Жером Вальке — действующий генеральный секретарь УЕФА. Временно отстранён от футбола;[10]
- Шейх Ахмад аль-Фахад аль-Ахмед аль-Сабах — кувейтский политик;[14]
- Дэвид Алан Гилл — вице-президент Футбольной ассоциации Англии;[15]
- Майкл ван Праг — голландский футбольный функционер;[16]
- Луиш Фигу — бывший португальский футболист;[17]
- Зико — бывший бразильский футболист;[18]
- Диего Марадона — бывший аргентинский футболист и тренер;[19]
- Давид Жинола — бывший французский футболист;[20]
- Сегун Одегбами — бывший нигерийский футболист;[21]
- Кирсан Илюмжинов — президент ФИДЕ[22].

### Результаты голосования
| Результаты                    |                  |                  |
| Кандидат                      | Первый тур       | Второй тур       |
| / Джанни Инфантино            | 88               | 115              |
| Салман бин Ибрагим Аль-Халифа | 85               | 88               |
| Али бин аль-Хусейн            | 27               | 4                |
| Жером Шампань                 | 7                | 0                |
| Токио Сексвале                | Снял кандидатуру | Снял кандидатуру |